# Silvia Juana Ametrano
Silvia Juana Ametrano (Rauch, 1950) es una geóloga argentina que se desempeña como jefa de la División Mineralogía y Petrología del Museo de La Plata. Es especialista en mineralogía y metalogenia y fue la primera directora mujer (2001-2018) del Museo de La Plata.

## Trayectoria profesional
Silvia Ametrano se graduó como geóloga en la Facultad de Ciencias Naturales y Museo de la Universidad Nacional de La Plata, en 1973, como doctora en Ciencias Naturales en la misma facultad en 1997 y como Expert en Exploration et Valorisation des Ressources Minerales en la École nationale supérieure de géologie de Francia, en 1981.
Ha publicado más de 50 artículos científicos y de divulgación de su especialidad y sobre los procesos de restitución en el Museo de La Plata. El 19 de abril de 1994 se produjo en Argentina la primera restitución de restos humanos conservados en una institución académica con fines científicos, a su comunidad originaria.
Entre 2001 y 2018 fue directora del Museo de La Plata, lo que la convirtió en la primera mujer a cargo de la institución. Durante la gestión de Ametrano, el Museo de La Plata ha sido pionero y ejemplo en la política de restituciones.